# Nicolás Suárez

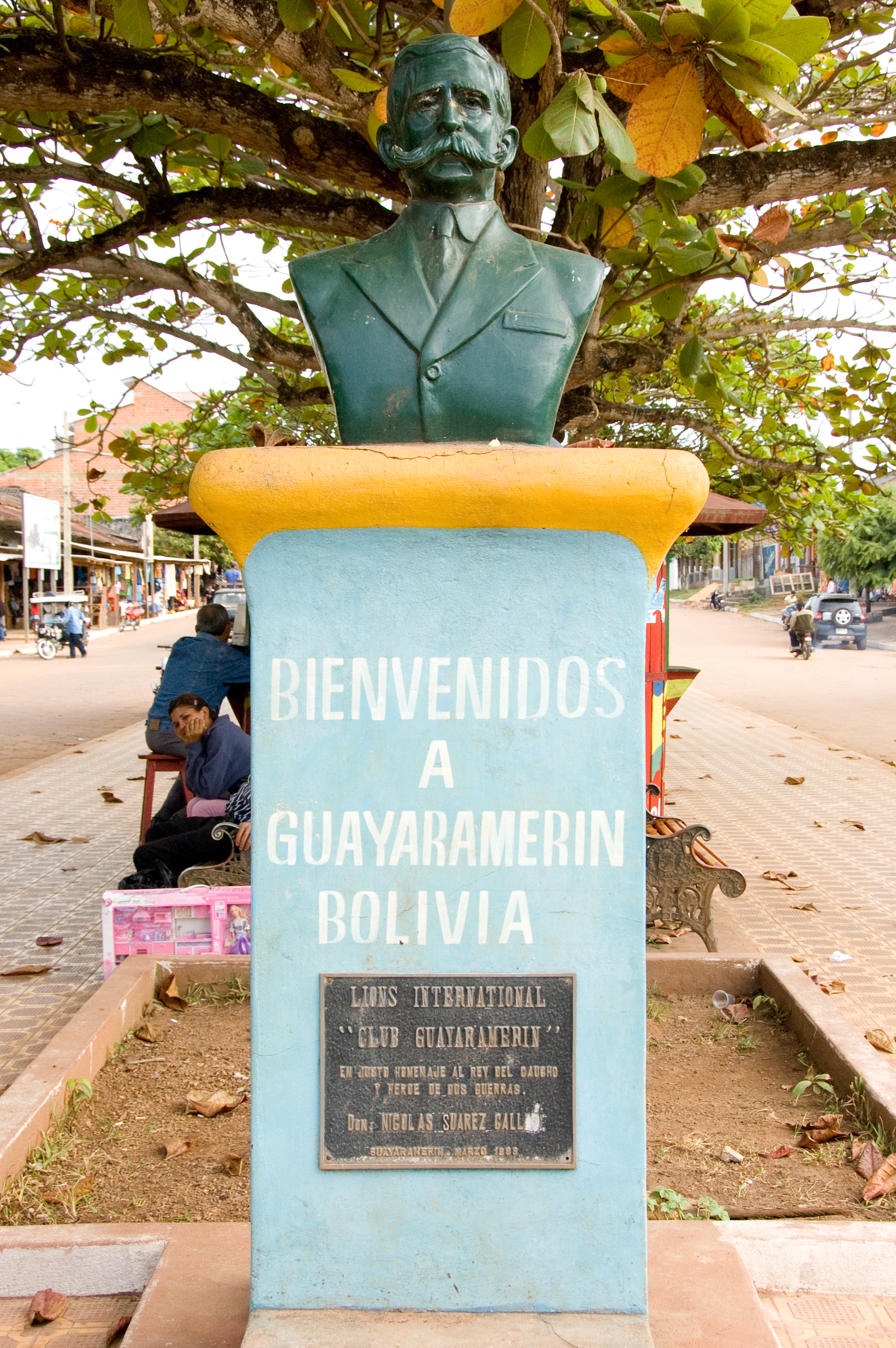
Statue des Nicolás Suárez Callaú in Guayaramerín, Bolivien

Nicolás Suárez Callaú (* 10. September 1851 in Santa Cruz de la Sierra; † Januar 1940 in Cachuela Esperanza) war ein bolivianischer Kautschuk-Baron in Südamerika zu Beginn des 20. Jahrhunderts.
Suárez wuchs in Trinidad im bolivianischen Tiefland auf und ging als junger Mann nach Reyes, um dort zuerst mit Cinchona zu handeln, dem Extrakt des Chinarindenbaumes, dessen Rinde zur Chinin-Herstellung benutzt wurde. Später stieg er auf den Handel mit Kautschuk um, bei dem er Ende des 19. Jahrhunderts bis zu 60 Prozent der bolivianischen Produktion kontrollierte. Kurz nach der Jahrhundertwende machte er Cachuela Esperanza an den Stromschnellen des Río Beni zum Zentrum seines bolivianischen Kautschuk-Imperiums.
Während des Acre-Krieges formte Suárez aus seinen Kautschuk-Angestellten eine private Armee, mit der er gegen die brasilianischen Aufständischen vorging. Diese erfolgreich verlaufenden Kämpfe sind mitentscheidend dafür gewesen, dass die Region Pando weiterhin bolivianisches Territorium geblieben ist.
Während des Höhepunkts des Kautschuk-Booms unterhielt das internationale Handelsunternehmen von Nicolás Suárez Vertriebsfilialen in Acre, Manaus, Belém, und London, und Suárez besaß über 80.000 km² Land in dem bolivianischen Departamento Beni und dem Departamento Pando, 50.000 Stück Vieh und sechs Dampfschiffe.
In Bolivien wurde die Provinz Nicolás Suárez nach ihm benannt.